# オストメイト

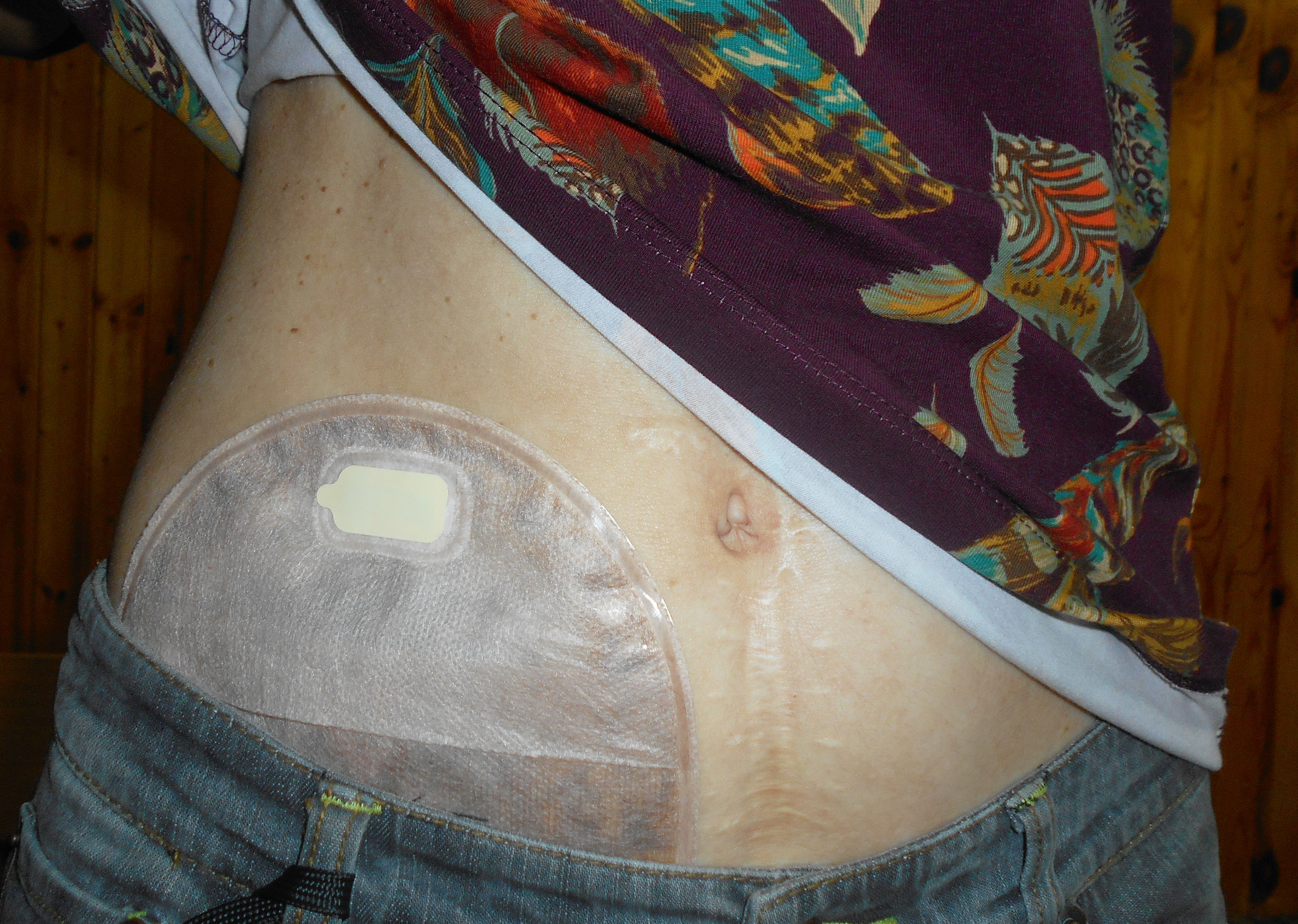
イレオストメイト

オストメイト（Ostomate）とは、癌や事故などにより消化管や尿管が損なわれたため、腹部などに排泄のための開口部（ストーマ（人工肛門・人工膀胱））を造設した人のことをいう。単に人工肛門保有者・人工膀胱保有者とも呼ぶ。

## タイプ
以下の3つに大別される。人工肛門保有者はコロストメイト及びイレオストメイト、人工膀胱保有者はウロストメイトと同義である。
- コロストメイト - 結腸ストーマ（コロストミー Colostomy）保有者
- イレオストメイト - 回腸ストーマ（イレオストミー Ileostomy）保有者
- ウロストメイト - 尿路ストーマ（ウロストミー Urostomy）保有者

## 生活
オストメイトであることを理由とした、特別な食事制限等は必要とされない。ストーマの形状によって適切な装具を選択し、周辺のスキンケアや定期的な装具交換が必要とされる。装具を装着している状態であれば公衆浴場でも問題なく入浴可能であるが、オストメイトであることを理由として公衆浴場への入浴が拒否される事例も発生している。
排泄物の処理時には、ストーマ装具の交換や周辺皮膚の洗浄等が必要となるため、通常のトイレでは排泄処理が困難である。このため多機能トイレや、オストメイト対応を謳うトイレが必要である。
オストメイトは自己管理可能であるため、通常の状態では特別な手助けは必要ない。一方、災害発生時には消耗品であるストーマ装具や洗浄用の水道水が入手困難になることもあることから、災害時の備えや支援が重要とされる。
排泄物の状態や装着位置を確認出来るように透明なパウチが主流だが、排泄部が見えることでストレスとなるため不透明なパウチも登場している。またパウチを保持したまま性交渉が可能な下着などを販売する服飾メーカーも存在する。

## オストメイトをサポートする社会福祉制度
- 主な社会福祉制度は身体障害者手帳と障害年金である。そのほか医療費控除や障害者控除などもある。詳しくは、各市区町村の福祉事務所や年金窓口、勤務されている事業所管轄の年金事務所、税務署などに問い合わせのこと。 
  - 身体障害者手帳：身体障害者福祉法による障害等級に該当する場合、身体障害者手帳を取得することができる。手帳があると日常生活用具（ストーマ用装具）の給付、税の減免、鉄道・航空運賃の割引などを受けることが出来る。
  - 障害年金：障害年金を受給できる場合がある（身体障害者手帳の取得とは無関係）。

身体障害者手帳の申請と交付
- 対象：永久造設のストーマに限る。
- 申請時期：ストーマのタイプに関わらず、ストーマ造設後すぐに申請ができる。
- 等級：オストメイトの場合障害程度の等級は通常4級。複数の障害がある場合、3級や1級が認定されることがある。
- 交付手続き：市区町村の福祉事務所で申請用紙、用紙をもらい、病院で診断書を作成してもらい、福祉事務所で申請し、障害程度の認定審査をうけ認定されると、身体障害者手帳が交付される。
- 手帳の利用：身体障害者手帳の取得によって、日常生活用具の交付、JR旅客運賃や国内航空運賃など各種交通機関の割引、有料道路割引券交付、公園・美術館など各種公共施設利用料の割引・無料化などの、各種サービスが受けることができる。
  - 日常生活用具（ストーマ用装具）の給付申請：身体障害者手帳が交付されると、使用する日常生活用具（ストーマ用装具）の給付を申請できる。
    - 対象：身体障害者手帳の交付者
    - 種類：ストーマ用装具（蓄便袋・蓄尿袋（パウチ）など）
    - 給付額：居住する各市区町村によって異なる。
    - 申請手続き：市区町村の福祉事務所に問い合わせのこと。

障害年金
- 障害年金には、障害基礎年金と障害厚生年金がある。
- 障害の程度（等級）や身体障害者手帳の等級と年金額は無関係である。
- 障害年金以外に他の年金（例：老齢年金や遺族年金）を受ける権利があるときは、それらの組み合わせや年齢によって併給できる場合と、いずれか一方のみを選択しなければならない場合がある。
  - 障害基礎年金（1級、2級）：国民年金加入者の場合。年金額：1級990,100円　2級：792,100円（2006年度金額）。人工肛門または人工膀胱造設の手術をしただけでは通常支給されない。人工肛門と人工膀胱の両方を造設した人など障害の程度の重い人が支給の対象となる。
  - 障害厚生年金（1級、2級、3級）：厚生年金加入者の場合。年金額は、加入中の給与（平均標準報酬月額）や勤続年数によって算出される。最低補償額は、3級で年額594,200円（2006年度金額）。1級または2級に該当する場合は、障害基礎年金や配偶者加給年金（要件あり）が更に支給される。オストメイト（人工肛門または人工膀胱を造設した人）は通常3級として認定され、年金が支給される。
- 詳しくは、各市区町村の福祉事務所や年金窓口、勤務している事業所管轄の年金事務所などに問い合わせのこと。

医療費控除
- 自費で購入したストーマ装具の費用や他の医療費との総額のうち、年間10万円を超える分は医療費控除の対象となる（問い合わせ・受付窓口：税務署）。

障害者控除（所得控除）
- 障害者自身または控除対象配偶者や扶養家族が所得税法上の障害者に当てはまる場合には所得控除を受けることができる。控除できる金額は通常障害者1人ごとに27万円である。（問い合わせ・受付窓口：税務署）。

## オストメイト対応トイレ

オストメイト用設備のピクトグラム（オストメイトマーク）
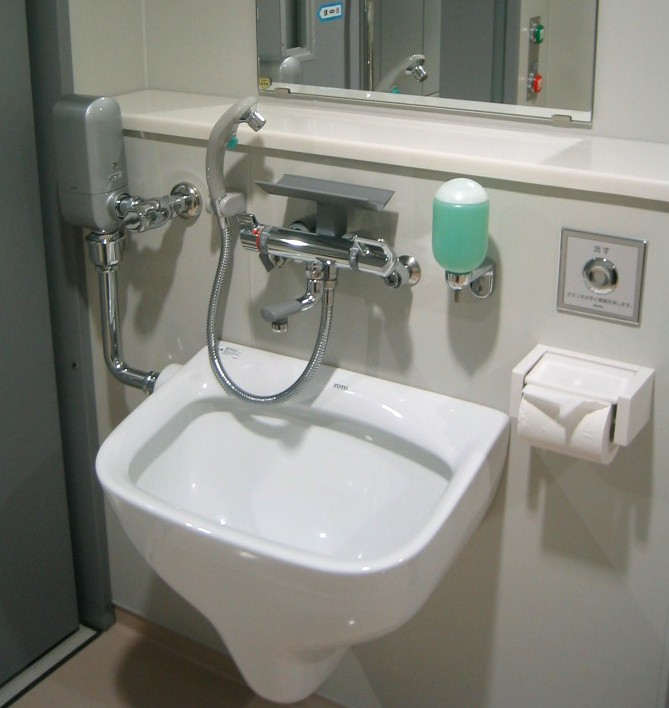
オストメイト対応トイレ（汚物流しシャワー型）
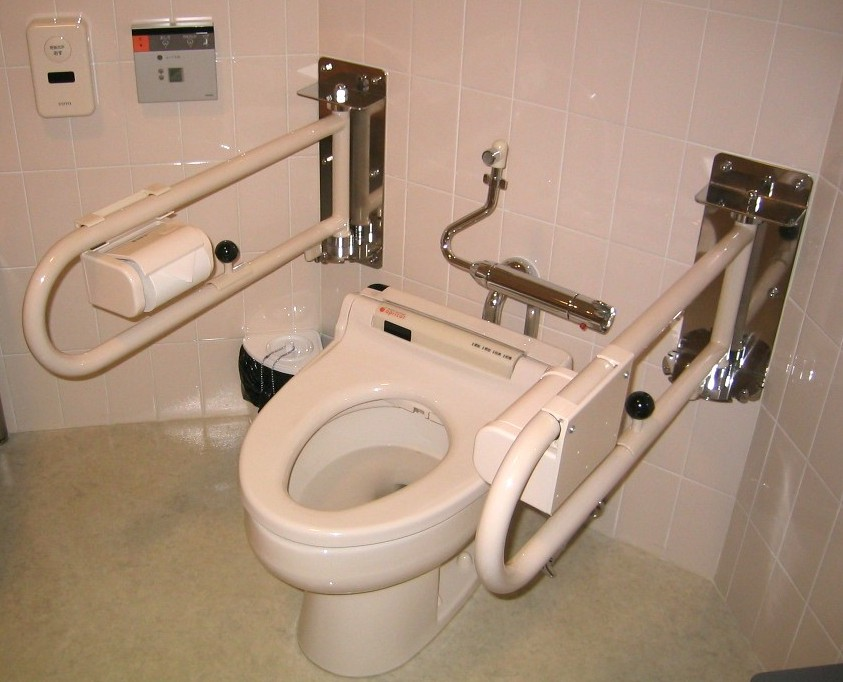
オストメイト対応トイレ（パウチしびん洗浄水栓使用型）